# Hécuba (obra)
Hécuba (Εκάβη) es el título de una tragedia de Eurípides cuyo tema está basado en un episodio del Ciclo Troyano. Esta obra de Eurípides está datada en el año 424 a. C. 

## Personajes
- El ESPECTRO de POLIDORO.
- HÉCUBA: reina de Troya, y viuda de Príamo.
- POLÍXENA: hija de Hécuba.
- ODISEO: uno de los caudillos aqueos.
- TALTIBIO: heraldo aqueo.
- Una SIERVA.
- AGAMENÓN: caudillo principal de los aqueos.
- POLIMÉSTOR: rey de los bistones, en el Quersoneso Tracio, que acogió a Polidoro, hijo de Hécuba y Príamo mandado allí por ellos para protegerlo de la guerra.
- Coro de CAUTIVAS TROYANAS.

## Argumento

### Contexto
Antes de la toma de Troya, los reyes Príamo y Hécuba habían enviado a su hijo menor, Polidoro, junto con abundantes riquezas, a la corte de Poliméstor, rey de Tracia, para que estuviera a salvo de las vicisitudes de la guerra. Tras la caída de Troya, el ejército griego se dirige a Tracia, junto con las cautivas troyanas, entre las que se encuentra Hécuba. Los griegos se detienen allí para honrar la tumba de su héroe Aquiles, y el espectro de él les exige que sacrifiquen sobre su tumba a Políxena, una de las hijas de Hécuba.

### Sacrificio de Políxena
Tras esa demanda, hay una disputa entre los aqueos sobre si se debe cumplir o no con el deseo del espectro: Agamenón está en contra, pero Acamante y Demofonte, hijos de Teseo, están a favor. Se acuerda ofrecer el sacrificio por intervención de Odiseo, que, tras recordar con Hécuba algunos de los sucesos ocurridos en Troya, se lleva al sacrificio a Políxena, que prefiere morir a ser esclava. 
El heraldo Taltibio cuenta a Hécuba el modo en que ha sido sacrificada Políxena por el hijo de Aquiles, Neoptólemo, y cómo a continuación todos los aqueos llevaban ornamentos y preparaban un sepulcro en honor de la sacrificada.

### Hécuba descubre el cadáver de Polidoro
Mientras Hécuba está lamentándose por la muerte de su hija, ve en el mar el cuerpo sin vida de su hijo Polidoro, que ha sido muerto por el propio rey de Tracia al recibir la noticia de la derrota de los troyanos.
Agamenón se dirige a Hécuba para instarla a que deposite el cadáver de su hija en el sepulcro. Ella le cuenta entonces el final de Polidoro, y él, aunque con reservas, se ofrece para ayudarla a vengarse.

### Venganza de Hécuba
Cuando Poliméstor se presenta ante Hécuba, finge estar apenado por la desgracia de los troyanos y dice que Polidoro sigue vivo. Hécuba, para vengarse, le habla a Poliméstor de otros tesoros que se hallan en un subterráneo de Ilión y en las tiendas de las cautivas troyanas, y, cuando entran en una de las tiendas, el rey de Tracia y sus hijos son acuchillados por las troyanas. Poliméstor, agonizando, pide ayuda, y acude Agamenón, que escucha las razones dadas por Poliméstor para matar a Polidoro y el modo en que fue engañado por Hécuba, lo que es contestado por esta. Agamenón da la razón a Hécuba y Poliméstor profetiza, mediante un anuncio dado por Dioniso, que ella será transformada en perra y que su otra hija, Casandra, y Agamenón morirán a manos de la esposa de este: Clitemnestra.